# Ricardo Escandón
Ricardo Escandón Ruiz (* 22. September 1927 in Mexiko-Stadt) ist ein ehemaliger mexikanischer Fußballspieler auf der Position eines Stürmers.

## Leben
Ricardo Escandón verbrachte die Spielzeiten 1947/48 bis 1953/54 beim CF Atlante, mit dem er in den Spielzeiten 1950/51 und 1951/52 den mexikanischen Pokalwettbewerb und 1952 außerdem den Supercup gewann. In den Spielzeiten 1948/49 und 1950/51 war Escandón der jeweils erfolgreichste Torschütze seines Vereins in der höchsten mexikanischen Spielklasse.

## Brüder
Ricardo Escandón war der jüngste von insgesamt fünf Brüdern, die allesamt Fußball spielten. Außerdem hatte er noch eine Schwester, Laura Escandón Ruiz (1931–2000), die jünger war. Seine Brüder Julián (1917–1994), Leopoldo (1919–2002), Ángel José (1920–2003) und Manuel (* 1923) spielten in der Saison 1946/47 alle für die Asociación Deportiva Orizabeña.

## Erfolge
- Mexikanischer Pokalsieger: 1951, 1952
- Mexikanischer Supercup: 1952